# عملکرد دولت باراک اوباما

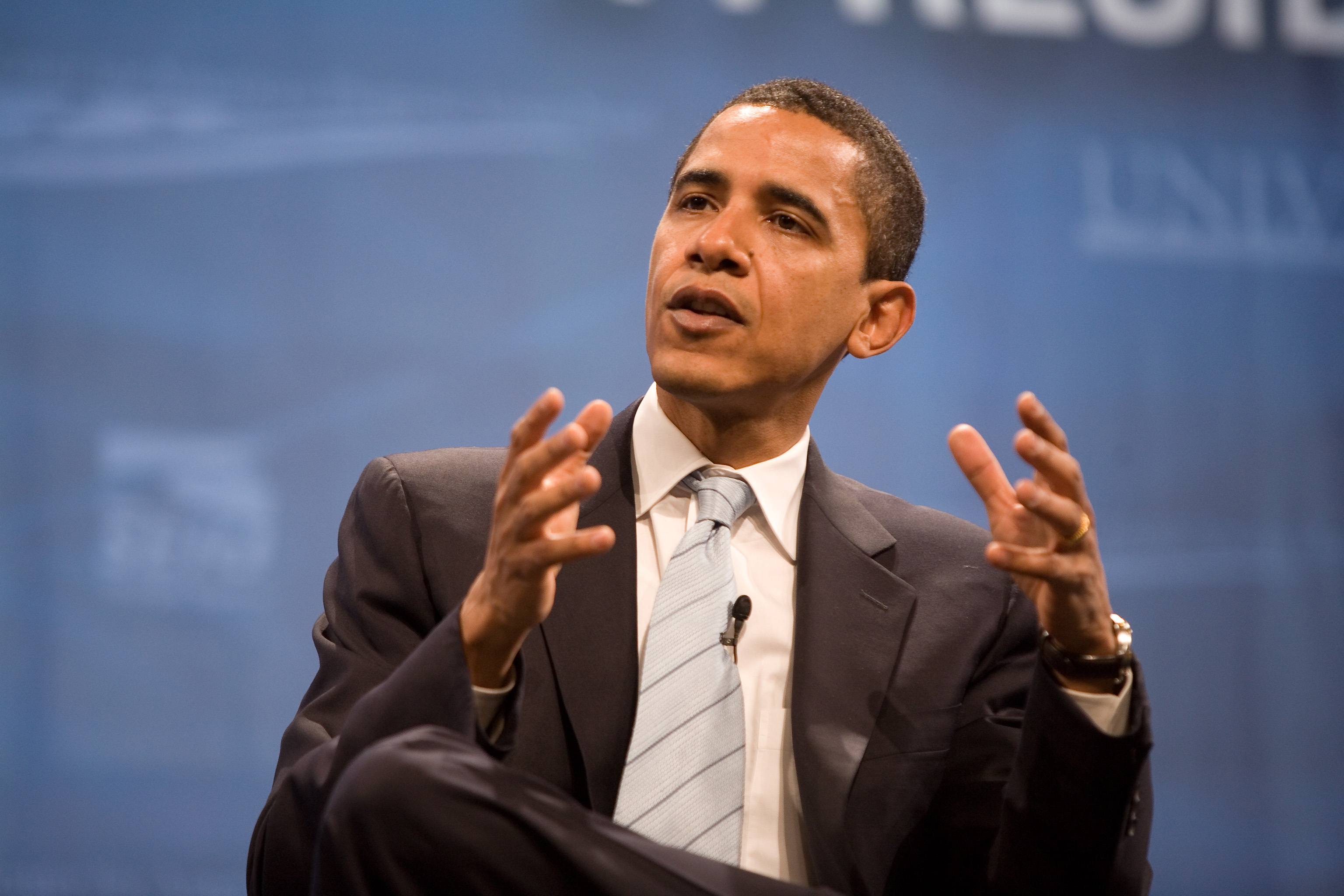

باراک اوباما (به انگلیسی: Barack Hussein   Obama) چهل و چهارمین رئیس‌جمهور ایالات متحده آمریکا است وی در بین سال های ۲۰۰۹ تا ۲۰۱۷ رئیس جمهور بود. 
در زمانی که باراک اوباما به‌ مقام ریاست جمهوری رسید، کشور آمریکا با یکی از بزرگ ترین بحران‌های اقتصادی تاریخ خود روبرو بود.  
او در ابتدای ریاست جمهوری او یک طرح ۷۸۷ میلیارد دلاری را به مجلس ارائه داد. این طرح برای ایجاد یا حفظ ۳٫۵ میلیون شغل تصویب شد که اوباما اجرای صد روزه آن را با ایجاد یا حفظ ۱۵۰ هزار شغل، کاهش مالیات ۹۵ درصد خانواده‌ های کارگری و افزایش پرداخت‌ های تأمین اجتماعی برای ۵۴ میلیون شهروند سالمند موفق می داند.
سیاست خارجی در دوران ریاست باراک به نحوی عمیق عوض شد و بیشتر به سمت سیاست چراغ خاموش حرکت کرد و از آن سیاست چماق به دست دور شد و تمایل بیشتر به مذاکره گرایید
هرچند این سیاست به دلیل ضعف بنیادی در جذب حزب رقیب با شکست مواجه شد و ناچار به انجام سیاست‌های جمعی که موافق سیاست چماق و هویچ است شد.

## مخالفت با انتشار تصاویر شکنجه زندانیان
پس از آنکه اتحادیه آزادی‌های شهروندی آمریکا خواستار انتشار عکس‌ های زندانیان در عراق و افغانستان شد. دولت آمریکا از دادگاه فدرال آمریکا خواست از انتشار آن جلوگیری کند. اوباما اعلام کرد که ۲۲ عکس مورد بحث در مقایسه با تصاویر ناراحت‌ کننده‌ای که از زندان ابو غریب به یاد داریم کمتر تأثر برانگیز هستند. او با طرح این موضوع که انتشار تصاویر بد رفتاری نیروهای آمریکایی با زندانیان می‌تواند باعث افزایش افکار ضد آمریکایی شود و نیروهای این کشور را در عراق و افغانستان به خطر اندازد و به عنوان وسیله‌ای به سود طالبان مورد استفاده قرار گیرد، انتشار این تصاویر را ممنوع کرد. این تغییر موضع آشکار در حالی است که وی بر لزوم شفاف سازی و آزادی تأکید کرده بود و دستور داده بود یادداشت قانونی که تلاش دولت بوش برای توجیه بازجویی‌های خشن که به‌ طور وسیعی همانند شکنجه بوده را منتشر کنند.
همچنین چند روز بعد از این اقدام آنتونیو تاگوبا ژنرال بازنشسته آمریکایی به روزنامه دیلی تلگراف گفت که بیشتر این تصاویر حاوی انواع تجاوز های جنسی نظامیان آمریکایی به شهروندان عراقی بوده‌است.
وزارت دفاع آمریکا و سخنگوی کاخ سفید این گزارش دیلی تلگراف را کاملاً رد کردند.